# Native title
Native title is een beginsel binnen het Australisch recht dat bepaalt dat sommige Aboriginalvolken en volken van de Straat Torres-eilanden met betrekking tot hun land bepaalde rechten hebben die voortvloeien uit hun traditionele wetten en gewoonten.

## Concept
Met de invoering van het begrip native title werd erkend dat bepaalde traditionele rechten van de inheemse bewoners, zoals jagen, vissen en het bezoeken van heilige plaatsen, in sommige gevallen niet waren tenietgedaan door de eigendomsrechten die de Britse Kroon door de inbezitneming van het continent had verworven. Hun rechten werden voor het eerst erkend in 1992 in de rechtszaak Mabo v Queensland (No 2). De uitspraak vond een jaar later zijn weerslag in een wet met de naam Native Title Act 1993. De wet moest helderheid verschaffen over de juridische status van landeigenaren en omvatte daarnaast een procedure voor het aanvragen van de native title.

## Aanvraag
De native title wordt niet automatisch toegekend, maar moet worden aangevraagd. Nieuwe aanvragen moeten worden ingediend bij het National Native Title Tribunal (NNTT). Deze organisatie controleert of de aanvraag aan de in de Native Title Act gestelde voorwaarden voldoet. Goedgekeurde aanvragen worden in het Register of Native Title Claims geregistreerd. Hierna hebben de personen of groepen die de aanvraag hebben ingediend het recht te procederen of te onderhandelen met de overheid. Ook moeten zij geconsulteerd worden over toekomstige ontwikkelingen. In 2007 bevatte het register 580 aanvragen.
De federale rechtbank doet uitspraak in rechtszaken over de kwestie. Tegen de uitspraak kan in beroep worden gegaan bij de hoogste rechter van het land, de High Court of Australia. Uitspraken worden opgenomen in het National Native Title Register (NNTR). Op 1 juli 2011 bevatte het register 160 uitspraken.

## Rekbaarheid van het begrip
Native title is geen vastomlijnd rechtsbegrip. In rechtszaken wordt nog voortdurend naar de grenzen van het concept gezocht.
“Common law native title is a relatively undeveloped doctrine within Australian law and at times it appears that the promise of the Mabo decision is whittled away by restrictive decisions like Fejo v Northern Territory. Then, there are cases such as the Wik and Yanner decisions that have expanded the doctrine to the advantage of indigenous rights. It is the nature of the common law, however, that the law of native title will take time to develop into a coherent set of principles.“
In de zaak-Mabo werd bepaald dat dit geboorterecht alleen geldend gemaakt kon worden met betrekking tot zogenoemd vacant crown land. Dit is land dat nooit door de Kroon is verkocht, verpacht of vrijgegeven voor andere doeleinden. Een uitzondering vormen nationale parken.
Al in 1996 werden de rechten van de inheemse bevolking in de zaak Wik Peoples v Queensland echter verruimd. De rechter oordeelde dat het ook mogelijk is de native-title-rechten te doen gelden op pachtland voor het weiden van vee, mits de belangen van de pachter daardoor niet worden geschaad. In dat geval worden de rechten door die van de pachter tenietgedaan.
In de zaak Yanner v Eaton werd de toepassing van het concept native title nog verder uitgebreid. Murrandoo Yanner was op grond van de Fauna Conservation Act van Queensland veroordeeld voor het vangen en (samen met anderen) consumeren van twee krokodillen. De rechter in tweede instantie oordeelde dat de native-title-rechten van Yanner op grond van de Fauna Conservation Act niet van toepassing konden worden geacht en dat alle fauna eigendom van de staat Queensland was. De hoogste rechter vernietigde dit vonnis echter. De High Court was van mening dat de wetgeving van Queensland het native-title-recht om op krokodillen te jagen niet expliciet uitsloot.
De zaak Fejo v Northern Territory bakende de reikwijdte van de native title verder af, maar dit keer in het nadeel van de eisers. De aanvraag van de Larrakia-stam had betrekking op land in en rond Darwin dat ooit in eigendom van iemand was gegeven, maar daarna weer terug in bezit van de Kroon was gekomen. De zaak draaide om de vraag of eigendomsrechten native-title-rechten volledig en permanent tenietdoen. De rechter oordeelde dat native-title-rechten door de verkoop van land niet meer van toepassing zijn en dat ze niet opnieuw geldend kunnen worden gemaakt zodra het land weer terug in het bezit van de Kroon komt.

## Native title vs. landrechten
Native title maakt geen onderdeel uit van traditionele wetgeving. Aboriginalvolkeren hadden voor de komst van de Europeanen een eigen concept van eigendom dat afwijkt van het westerse concept en dat daarom niet door de common law en het Australisch recht wordt erkend.
Maar sinds de zaak-Mabo wordt wel door de common law en het Australisch recht erkend dat Aboriginals en Straat Torres-eilanders bepaalde traditionele rechten met betrekking tot land kunnen hebben en deze onder bepaalde voorwaarden geldend kunnen maken. Deze rechten mogen niet worden verwisseld met landrechten.
In Australië hebben alleen bepaalde groepen in het Noordelijk Territorium landrechten zoals erkend in de common law en binnen het Australisch recht. Zij hebben eigendomsrechten over hun land verworven op grond van de Aboriginal Land Rights (Northern Territory) Act van 1976.

## ILO 169
Ook het internationaal Verdrag betreffende inheemse en in stamverband levende volken in onafhankelijke landen (ILO 169) van de Internationale Arbeidsorganisatie, dat in 1989 tot stand kwam en in 1991 in werking trad, legde reeds de eigendoms- en bezitsrechten van inheemse volken vast, maar was op 1 januari 2015 nog niet door Australië ondertekend. Artikel 14 van het verdrag stelt:
“De eigendoms- en bezitsrechten van de betrokken volken ter zake van het land dat zij van oudsher bewonen, dienen te worden erkend.“